# Howard Schultz
Howard Schultz (ur. 19 lipca 1953) – amerykański przedsiębiorca, Chief Executive Officer w Starbucks.
Howard Schultz dołączył do firmy Starbucks w 1982 roku jako dyrektor ds. sprzedaży i marketingu. W 1985 roku, po wizycie w Mediolanie, stworzył własną sieć barów kawowych Il Giornale. W 1987 roku Schultz odkupił firmę swoich dotychczasowych szefów i przemianował kawiarnie Il Giornale na Starbucks.